# Schüttesäge-Museum

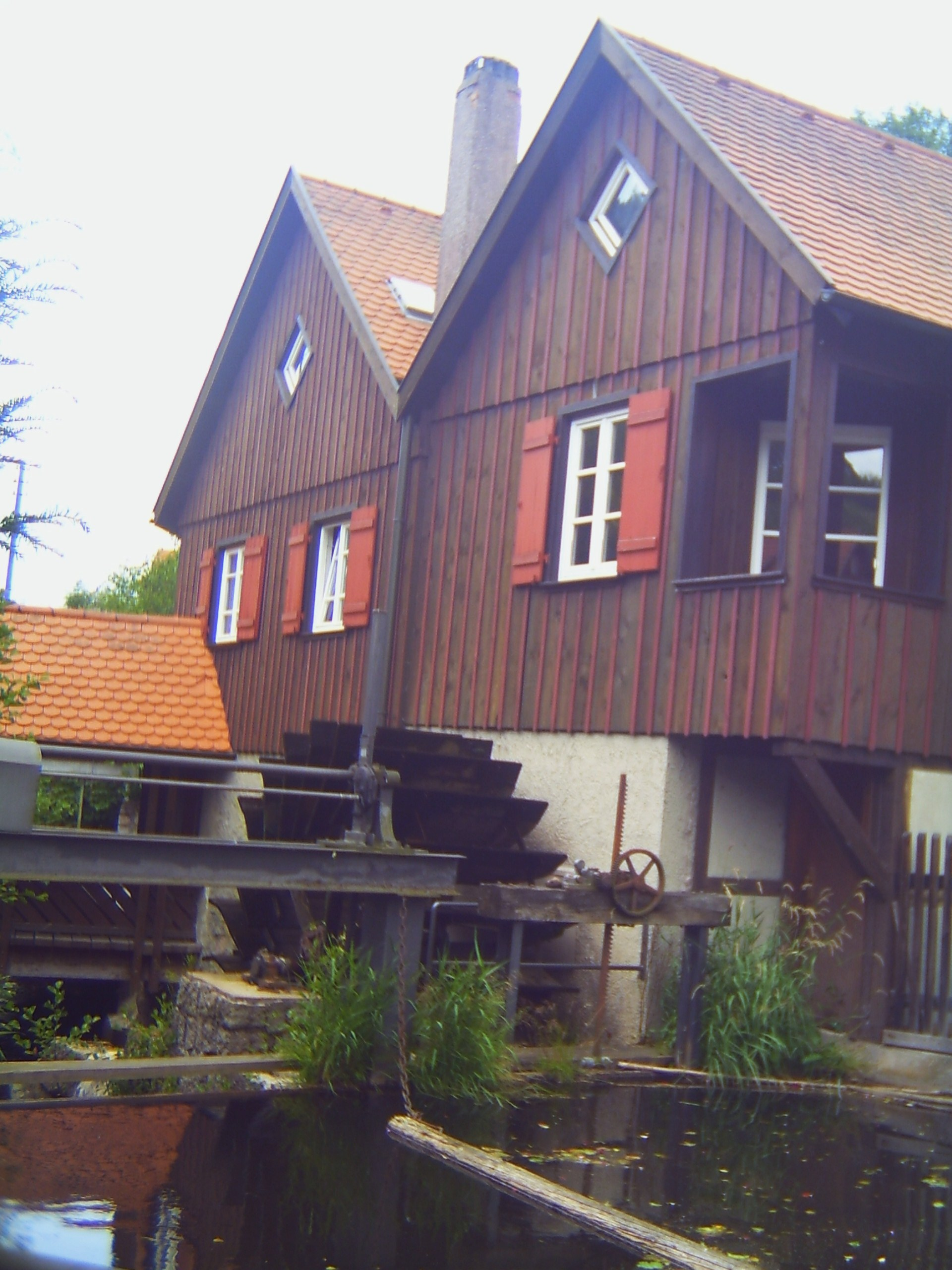
Schüttesäge-Museum

Das Schüttesäge-Museum in Schiltach im Schwarzwald im Landkreis Rottweil in Baden-Württemberg präsentiert die Geschichte der Holzwirtschaft, Gerberei und Flößerei im oberen Kinzigtal. Es gehört gemeinsam mit dem Museum am Markt zu den städtischen Museen.

## Allgemeines
Das Schüttesäge-Museum befindet sich in der Hauptstraße 1 in Schiltach. Geöffnet ist es von Ostern / 1. April bis 1. November (Allerheiligen) sowie zwischen Weihnachten und 6. Januar (Dreikönigstag). Der Eintritt ist kostenfrei. Im Sommerhalbjahr findet jeden Freitag um 15 Uhr eine kostenlose öffentliche Führung (ohne Anmeldung) durch das Museum und die Stadt statt.Stand 2018

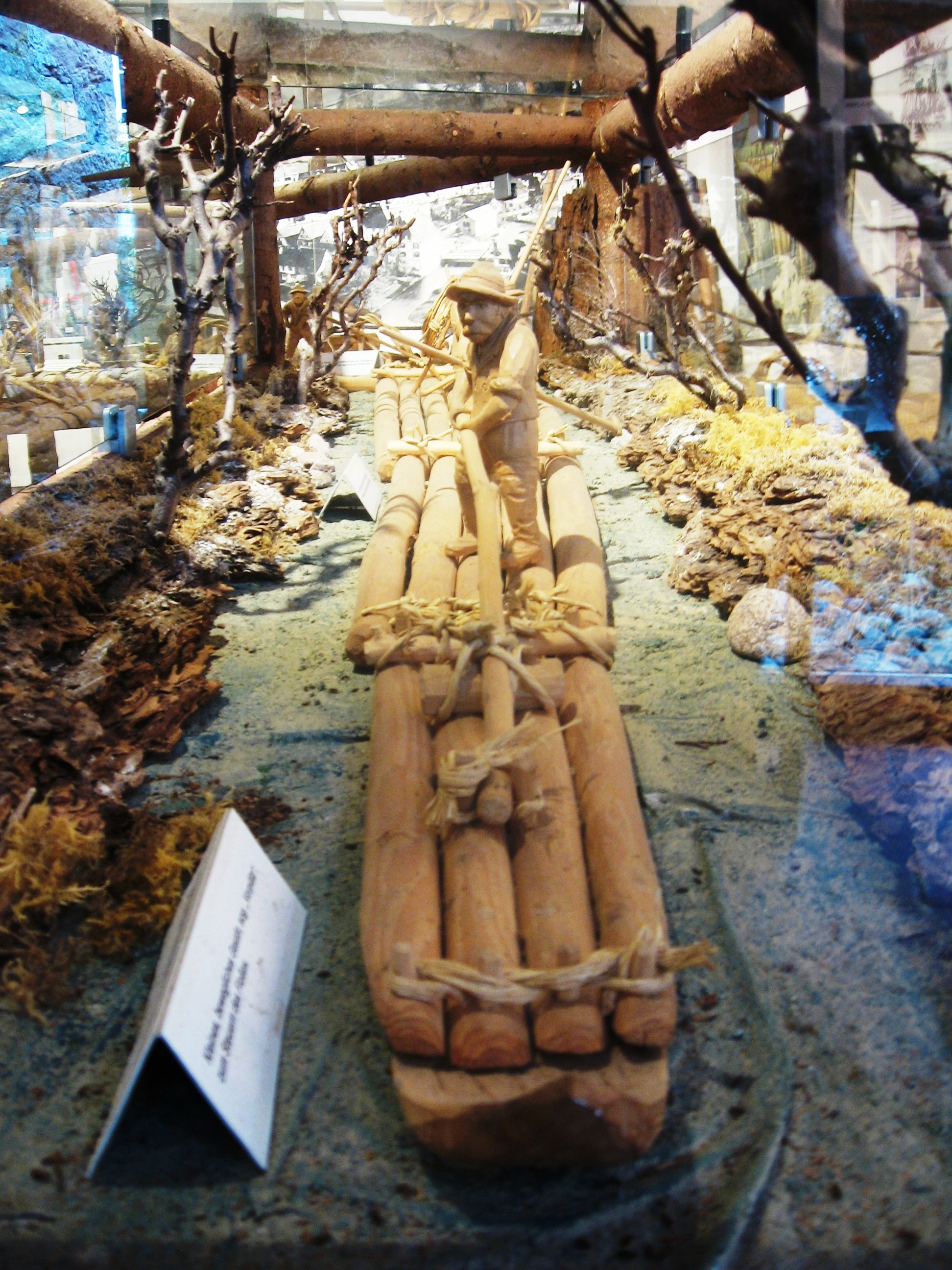
Das Floß-Modell bildet den zentralen Teil der Ausstellung zur Flößerei auf der Kinzig.

## Geschichte

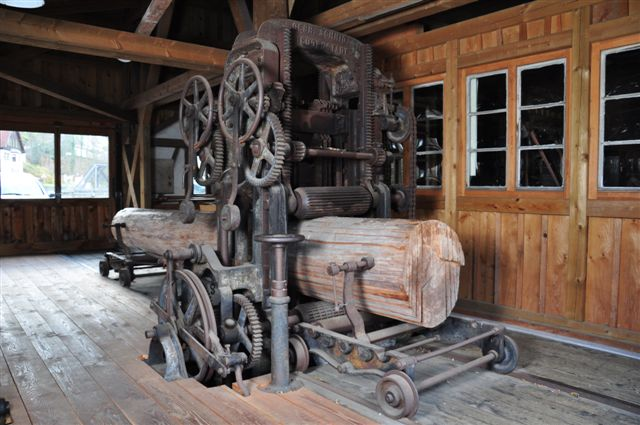
Hochgangsäge

Die ehemalige Kirchensäge, später Schüttesäge genannt (Besitzer war der Wirt des Gasthauses zur Schütte in Wolfach), wurde an dieser Stelle erstmals 1491 erwähnt. Sie wurde bis 1931 hier als Sägewerk betrieben, im Jahr 1989 eröffnete die Stadt Schiltach das Museum. Die Schüttesäge besitzt ein unterschlächtiges Wasserrad mit 7,20 m Durchmesser, das noch mit Wasserkraft die Transmissionen antreibt und dabei Strom erzeugt. Die Anlage steht unter Denkmalschutz.

### Holzwirtschaft
Gezeigt wird in der Ausstellung die Waldwirtschaft und die Verarbeitung des Holzes, seine Verwendung zum Fachwerkbau, die Verbindung zur Flößerei (Herstellung von Flößen aus Holz) und zur Gerberei (Rindengewinnung für die Rotgerber).

### Flößerei
Die Flößerei war bis in das 19. Jahrhundert einer der Haupterwerbszweige von Schiltach. Im Mittelpunkt des Museumsbereichs steht ein großes Modell eines der einst mehrere hundert Meter lange Flöße auf der Kinzig. Die Ausstellung dokumentiert das Leben der Flößer mit historischen Fotografien aus der Zeit. In der Ausstellung sind auch originale Arbeitsgeräte, Arbeitskleidung etc. zu sehen. Eine Medienstation lässt anhand einer Fahr der heutigen Schiltacher Flößer die Faszination des Holztransports spürbar werden. Es wird gezeigt, was man unter einem Gestörfloß versteht und wie es hergestellt wurde.

### Gerberei
Die Gerberei war ein weiterer wesentlicher Erwerbszweig in Schiltach. Heute gibt es im Ort noch eine Weißgerberei. Die Ausstellung zeigt anhand zahlreicher Geräte und Lederbeispiele die verschiedenen Gerbtechniken. Sichtbar wird dabei auch der Zusammenhang zwischen Rotgerberei und Holzwirtschaft. Auf einem Außenbereich steht eine Gerbgrube der Rotgerberei.